# Canarium tramdenum
Canarium tramdenum är en tvåhjärtbladig växtart som beskrevs av Chan Din Dai & G.P. Yakovlev. Canarium tramdenum ingår i släktet Canarium och familjen Burseraceae. Inga underarter finns listade i Catalogue of Life.